# Зёйдердёйнтьес
Зёйдердёйнтьес (нидерл. Zuiderduintjes, буквально: маленькие южные дюны) — необитаемый остров в Ваттовом море в составе Западно-Фризских островов. Это один из трёх островов, принадлежащих провинции Гронинген в Нидерландах. Находится к югу от острова Роттюмерог.
Территория острова является частью природного заповедника Роттюм, поэтому свободное посещение острова запрещено.

## География
Зёйдердёйнтьес принадлежит общине Эмсмонд в провинции Гронинген в Нидерландах. Он расположен у материкового побережья Гронингена, к югу от острова Роттюмерог, к востоку от острова Роттюмерплат и к западу от острова Боркум (принадлежит Германии).
Его площадь составляла 57 га в 1995 году и 74 га в 2007 году.

## История
Зёйдердёйнтьес был частью острова Роттюмерог, но отделился от него около 1930 года и с тех пор смещается далее на юго-восток.

## Заповедник
Зёйдердёйнтьес является частью заповедника Роттюм. Посещение острова запрещено, так как это место отдыха и кормления птиц и тюленей.